# Kokernag
Kokernag (ook wel gespeld als Kukernag) is een stad en “notified area” in het district Anantnag van het Indiase unieterritorium Jammu en Kasjmir.

## Demografie
Volgens de Indiase volkstelling van 2001 wonen er 4.858 mensen in Kokernag, waarvan 68% mannelijk en 32% vrouwelijk is. De plaats heeft een alfabetiseringsgraad van 63%.